# Власов Олександр Володимирович
Олекса́ндр Володи́мирович Вла́сов (20 січня 1932, селище Мисовськ Бурят-Монгольської АРСР, тепер Бурятія, Російська Федерація) — 9 червня 2002, Москва) — радянський державний і партійний діяч, міністр внутрішніх справ СРСР, голова Ради Міністрів РРФСР. Кандидат у члени ЦК КПРС у 1976—1981. Член ЦК КПРС у 1981—1991 роках. Кандидат у члени Політбюро ЦК КПРС (30 вересня 1988 — 13 липня 1990). Член Російського бюро ЦК КПРС (9 грудня 1989 — 19 червня 1990). Депутат Ради Національностей Верховної ради СРСР 9—11-го скликань. Народний депутат СРСР (1989—1991).

## Біографія
У 1949—1954 роках — студент Іркутського гірничо-металургійного інституту.
У 1954 році працював гірничим майстром на Черемховській шахті № 5 тресту «Черемховвугілля» Іркутської області.
У 1954—1955 роках — секретар первинної комсомольської організації шахти, завідувач відділу пропаганди і агітації, 2-й секретар Черемховського міського комітету ВЛКСМ Іркутської області.
У 1955—1960 роках — 2-й секретар Іркутського обласного комітету ВЛКСМ.
Член КПРС з 1956 року.
У 1960—1961 роках — 1-й секретар Іркутського обласного комітету ВЛКСМ.
У 1961 — січні 1963 року — 1-й секретар Зімінського районного комітету КПРС Іркутської області.
18 січня 1963 — 22 грудня 1964 року — 2-й секретар Іркутського промислового обласного комітету КПРС.
У грудні 1964 — грудні 1965 року — 1-й заступник голови виконавчого комітету Іркутської обласної Ради депутатів трудящих.
У грудні 1965 — 1972 року — 2-й секретар Якутського обласного комітету КПРС.
У 1972—1975 роках — інспектор ЦК КПРС.
У липні 1975 — 31 липня 1984 року — 1-й секретар Чечено-Інгушського обласного комітету КПРС.
25 липня 1984 — 24 січня 1986 року — 1-й секретар Ростовського обласного комітету КПРС.
24 січня 1986 — 10 жовтня 1988 року — міністр внутрішніх справ СРСР. Був організатором створення т.зв. «ОМОН».
3 жовтня 1988 — 15 червня 1990 року — голова Ради Міністрів РРФСР.
На I з'їзді народних депутатів РРФСР висувався кандидатом на посаду голови Верховної ради РРФСР, але поступився Єльцину з різницею в 68 голосів. 15 червня 1990 року уряд Власова склав повноваження перед Верховною радою РРФСР, обраною I з'їздом народних депутатів РРФСР. Новим главою уряду РРФСР через кілька днів став Іван Силаєв, якого затвердив З'їзд народних депутатів республіки.
У липні 1990 — 29 серпня 1991 року — завідувач соціально-економічного відділу ЦК КПРС.
З серпня 1991 року — на пенсії у Москві. З 1994 року очолював регіональну громадську організацію «Іркутське земляцтво «Байкал».
Помер 9 червня 2002 року, похований на Троєкурівському цвинтарі.

## Звання
- генерал-полковник (1987)

## Нагороди
- орден Леніна (1982)
- орден Жовтневої Революції
- два ордени «Знак Пошани»
- Медаль «В ознаменування 100-річчя з дня народження Володимира Ілліча Леніна»
- Медаль «У пам'ять 850-річчя Москви»
- Медаль «Ветеран праці»
- Медаль «70 років Збройних Сил СРСР»